# Willisus gertschi
Genre
Espèce
Willisus gertschi, unique représentant du genre Willisus, est une espèce d'araignées aranéomorphes de la famille des Cybaeidae.

## Distribution
Cette espèce est endémique de Californie aux États-Unis. Elle se rencontre dans les montagnes de San Bernardino dans le comté de San Bernardino.

## Description
Le mâle holotype mesure 2,14 mm et la femelle paratype 2,1 mm.

## Étymologie
Ce genre et cette espèce sont nommés en l'honneur de Willis John Gertsch.

## Publication originale
- Roth, 1981 : A new genus of spider (Agelenidae) from California exhibiting a third type of leg autospasy. Bulletin of the American Museum of Natural History, no 170, p. 101-105 (texte intégral).